# Fawkham Green
Fawkham Green est un village du Kent, en Angleterre.